# Samantha Power
Samantha Jane Power (Dublino, 21 settembre 1970) è una diplomatica e giornalista statunitense di origine irlandese, rappresentante permanente per gli Stati Uniti d'America alle Nazioni Unite dal 2013 al 2017 sotto la presidenza di Barack Obama.
Power ha iniziato la sua carriera coprendo come giornalista le guerre jugoslave. Dal 1998 al 2002 è stata Direttore Esecutivo Fondatore del Carr Center for Human Rights Policy presso la Harvard Kennedy School, dove in seguito ha ricoperto per prima la cattedra "Anna Lindh" di Practice of Global Leadership and Public Policy. È stata consulente senior del senatore Barack Obama fino a marzo 2008, quando si è dimessa dalla campagna presidenziale dopo essersi scusata per essersi riferita all'allora senatrice Hillary Clinton come a un "mostro".
Power è entrata a far parte del team di transizione del Dipartimento di Stato di Obama alla fine di novembre 2008. È stata Special Assistant del Presidente e Direttore Senior per gli Affari Multilaterali e i Diritti Umani del Consiglio per la sicurezza nazionale da gennaio 2009 a febbraio 2013. Nell'aprile 2012, Obama l'ha scelta per presiedere un nuovo Atrocities Prevention Board. Durante il suo mandato, l'ufficio di Power si è concentrato su temi quali la riforma delle Nazioni Unite, i diritti delle donne e i diritti LGBT nel mondo, la libertà religiosa e delle minoranze religiose, i rifugiati, la tratta di esseri umani, i diritti umani e la democrazia, anche nei paesi MENA, Sudan e Birmania. È considerata una figura chiave nell'amministrazione Obama nel convincere il presidente all'intervento militare in Libia del 2011. Nel 2016, è stata elencata come la 41a donna più potente del mondo da parte di Forbes.
Power è uno dei soggetti del documentario 2014 Watchers of the Sky, che spiega il contributo di diverse persone di rilievo, tra cui Power, alla causa della prevenzione del genocidio.
Ha vinto un Premio Pulitzer nel 2003 per il suo libro Voci dall'inferno, uno studio sulla risposta della politica estera degli Stati Uniti ai casi di genocidio. Ha anche ricevuto la Barnard Medal of Distinction nel 2015 e nel 2016 il Premio Henry A. Kissinger.

## Biografia

### Infanzia e istruzione
Power è nata a Dublino, figlia di Vera Delaney, una campionessa irlandese di hockey sul campo e di squash e nefrologa, e Jim Power, dentista e pianista. Cresciuta in Irlanda fino all'età di nove anni, Power visse a Castleknock e studiò a Mount Anville Montessori, a Goatstown, a Dublino, fino a quando sua madre emigrò a Pittsburgh nel 1979.
Ha frequentato il Lakeside High School a Atlanta in Georgia, dove ha fatto parte della squadra di cross country e di pallacanestro. Successivamente ha conseguito la laurea presso l'Università Yale, dove è stata membro della Aurelian Honor Society, e il Juris Doctor presso la Harvard Law School. Nel 1993, all'età di 23 anni, è diventata cittadina statunitense.

### Vita privata
Il 4 luglio 2008, Power ha sposato il professor Cass Sunstein, che ha incontrato mentre lavorava alla campagna di Obama. Si sono sposati nella Chiesa di Mary Immaculate a Lohar, a Waterville, nella Contea di Kerry in Irlanda. Il 24 aprile 2009 ha dato alla luce il loro primo figlio, Declan Power Sunstein. Il 1º giugno 2012 ha dato alla luce la loro seconda figlia, Rían Power Sunstein.

## Carriera
Dal 1993 al 1996 ha lavorato come giornalista di guerra, coprendo le guerre jugoslave per U.S. News & World Report, The Boston Globe, The Economist e The New Republic. Al suo ritorno negli Stati Uniti, ha frequentato l'Harvard Law School, ricevendo il Juris Doctor nel 1999. L'anno successivo, ha pubblicato il suo primo lavoro curato e compilato, Realizing Human Rights: Moving from Inspiration to Impact (con Graham Allison). Il suo primo libro, Voci dall'inferno, è nato da un documento che ha scritto mentre frequentava la scuola di giurisprudenza. Il libro ha vinto il Premio Pulitzer per la saggistica e il J. Anthony Lukas Book Prize nel 2003.
Dal 1998 al 2002, Power è stata Direttrice Esecutiva Fondatrice del Carr Center for Human Rights Policy presso la Kennedy School of Government della Università di Harvard, dove in seguito ha ricoperto la cattedra di Professore ordinario di Practice of Global Leadership and Public Policy intitolata a Anna Lindh.
Nel 2004, Power è stata nominata dalla rivista Time come una delle 100 persone più influenti al mondo in quell'anno. Nell'autunno 2007, ha iniziato a scrivere una rubrica regolare per Time.
Power ha trascorso il 2005-06 lavorando nell'ufficio del senatore americano Barack Obama come collaboratrice per la politica estera, dove le è stato riconosciuto il merito di aver suscitato e indirizzato l'interesse di Obama per il conflitto del Darfur. Ha lavorato come consigliera senior di politica estera per la campagna presidenziale di Obama del 2008, ma si è dimessa dopo aver definito Hillary Clinton "un mostro". Power si è scusato per le dichiarazioni fatte in un'intervista con The Scotsman a Londra e ha rassegnato le dimissioni dalla campagna poco dopo.
Il secondo libro che ha curato e compilato, Chasing the Flame: Sergio Vieira de Mello and the Fight to Save the World, è uscito il 14 febbraio 2008.
Il terzo libro che ha curato e compilato, The Unquiet American: Richard Holbrook in the World (con Derek Chollet).

### Campagna presidenziale statunitense del 2008
Power è stata una delle prime e esplicite sostenitrici di Barack Obama. Quando si è unita alla campagna di Obama come consulente di politica estera, Men's Vogue l'ha descritta come "quel raro cervello di Harvard che può vantare sia un Premio Pulitzer che un tiro a volo (chiedi a George Clooney). Ora la consumata outsider sta lavorando al suo gioco interiore: la politica del D.C.".
Nell'agosto 2007, Power ha scritto un memorandum intitolato Conventional Washington versus the Change We Need, in cui ha fornito una delle prime dichiarazioni complete di approccio di Obama alla politica estera. Nel memo scrive: "Il giudizio di Barack Obama è giusto; la saggezza convenzionale è sbagliata. Abbiamo bisogno di una nuova era di diplomazia americana dura, fondata su principi e impegnata per affrontare le sfide del XXI secolo".
Nei mesi di febbraio e marzo 2008, Power ha iniziato un tour internazionale per promuovere il suo libro, Chasing the Flame. A causa del suo coinvolgimento nella campagna di Obama, molte delle interviste che ha rilasciato ruotavano intorno a lei e le opinioni di Barack Obama in materia di politica estera, nonché la campagna 2008.
Armenians for Obama ha caricato un video di Power su YouTube dove ha parlato della "coscienza incrollabile" di Obama riguardo al genocidio in generale e al genocidio armeno in particolare, e ha detto che avrebbe "chiamato le cose con il loro nome, e ne avrebbe detto la verità".
Power è apparsa su BBC a HARDtalk il 6 marzo, affermando che l'impegno di Barack Obama di "avere tutte le brigate da combattimento degli Stati Uniti fuori dall'Iraq entro 16 mesi" è stato uno "scenario da migliore caso" che "egli rivedrà quando diventerà presidente". Interrogata dal conduttore sul fatto che questo contraddica l'impegno della campagna di Obama, ha risposto: "Non si può prendere un impegno a marzo 2008 su quali condizioni saranno nel gennaio 2009. Egli, naturalmente, non si baserà su un piano che è stato realizzato come candidato presidenziale o un senatore degli Stati Uniti. Si baserà su un piano - un piano operativo - che metterà in collaborazione con le persone che sono sul campo a cui non ha accesso quotidianamente ora, in quanto non è il presidente". Ha concluso dicendo che "quello che possiamo considerare seriamente è che cercherà di ottenere le forze statunitensi fuori dall'Iraq il più rapidamente e responsabilmente possibile". Nel febbraio 2009, Obama ha annunciato che gli Stati Uniti avrebbero terminato le operazioni di combattimento in Iraq entro il 31 agosto 2010 e ritirato tutti i soldati americani entro la fine del 2011. Gli Stati Uniti hanno formalmente concluso la loro missione in Iraq il 15 dicembre di quell'anno.

#### Dimissioni dalla campagna
In un'intervista del 6 marzo con The Scotsman, ha detto:
Power si è scusata per le dichiarazioni nella notte del 6 marzo, dicendo che "non riflettono i miei sentimenti circa la senatrice Clinton, la cui leadership e il servizio pubblico ho a lungo ammirato", e dicendo al giornalista televisivo irlandese Michael Fisher: "Naturalmente me ne pento. Non posso nemmeno credere che siano uscite dalla mia bocca, in ogni apparizione pubblica che abbia mai fatto a proposito della senatrice Clinton, l'ho lodata come leader che è sempre stata e per l'intelletto. È anche incredibilmente calorosa, divertente... vorrei poter tornare indietro nel tempo". Il giorno dopo, sulla base delle reazioni alle dichiarazioni, ha rassegnato le dimissioni dalla campagna Obama. Subito dopo, il Weekly Standard disse che "avrebbe potuto essere il tour del libro più infelice dall'invenzione della stampa a caratteri mobili".
In seguito alle sue dimissioni, è comparsa anche su The Colbert Report il 17 marzo 2008, dichiarando: "Posso solo chiarire e dire, non credo che Hillary Clinton sia un mostro, abbiamo tre incredibili candidati rimasti in gara". "Quando Power più tardi si unì al team di transizione del Dipartimento di Stato, un funzionario vicino alla transizione ha detto che Power aveva chiesto scusa e che il suo "gesto di seppellire l'ascia" con Clinton era stato ben accolto. Power ha partecipato alla cerimonia di giuramento di Clinton il 2 febbraio e ha collaborato con lei durante il suo mandato di quattro anni come Segretario di Stato.

### Amministrazione Obama
Dopo le elezioni presidenziali del 2008, Power è entrata a far parte del gruppo di transizione del presidente eletto Obama al Dipartimento di Stato.

#### Consiglio per la sicurezza nazionale
Nel gennaio 2009, il presidente Obama ha nominato Power al Consiglio per la sicurezza nazionale, dove ha ricoperto il ruolo di Special Assistant del presidente e Senior Director per gli affari multilaterali e i diritti umani.
In questa veste, Power ha tenuto gli Stati Uniti fuori dalla Durban Review Conference, la Conferenza mondiale contro il razzismo del 2009 delle Nazioni Unite, che è stata criticata per essere scesa in "un festival di Israele che crolla".
All'interno dell'amministrazione Obama, Power ha sostenuto l'intervento militare in Libia del 2011 durante la prima guerra civile in Libia per motivi umanitari. Con l'allora segretario di Stato Hillary Clinton e l'ambasciatore delle Nazioni Unite Susan Rice, Power ha esercitato pressioni su Obama per ottenere una risoluzione del Consiglio di sicurezza delle Nazioni Unite che autorizzasse una forza di coalizione internazionale per proteggere i civili libici.
Power ha lasciato il Consiglio di sicurezza nazionale nel febbraio 2013.

#### Rappresentante degli Stati Uniti presso le Nazioni Unite

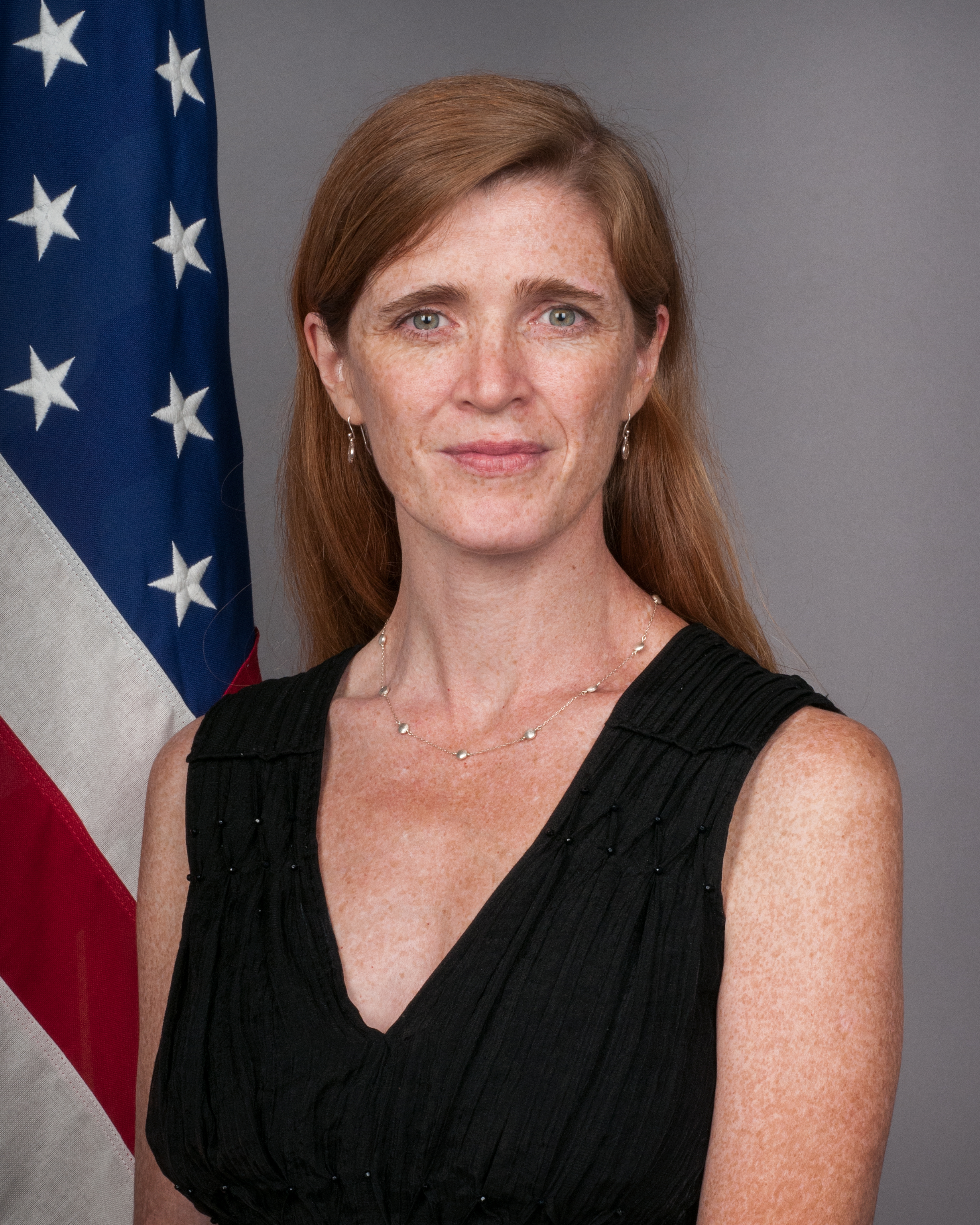
Il primo ritratto di Power come ambasciatrice degli Stati Uniti

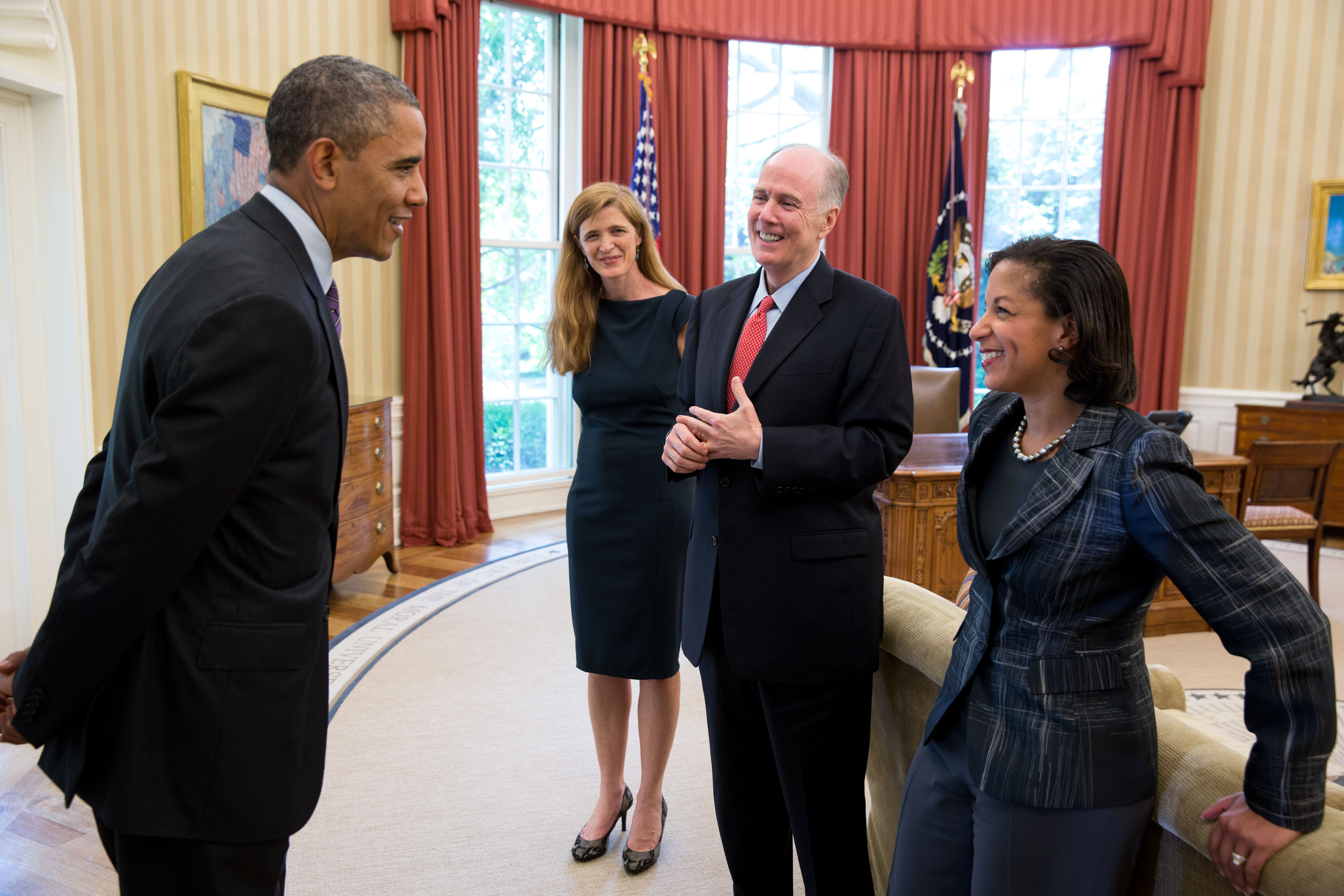
Power con il presidente Barack Obama nell'ufficio ovale il 5 giugno 2013

Il 5 giugno 2013, il presidente degli Stati Uniti Barack Obama ha annunciato la sua nomina a nuovo Rappresentante permanente per gli Stati Uniti d'America alle Nazioni Unite.
La nomina di Power fu sostenuta dai senatori repubblicani John McCain e Lindsey Graham, e dall'ex senatore indipendente Joe Lieberman. Power ha anche ricevuto il sostegno del diplomatico statunitense Dennis Ross, il direttore nazionale della Anti-Defamation League Abraham Foxman, l'ambasciatore di Israele negli Stati Uniti Michael Oren, l'avvocato e commentatore Alan Dershowitz, il direttore dell'Istituto per la Giustizia e la Democrazia di Haiti, il direttore del Progetto Israele, il Consiglio Ebraico per gli Affari Pubblici, il Presidente dell'Assemblea Rabbinica, il direttore orientale del Simon Wiesenthal Center, il Consiglio Nazionale Democratico Ebraico, Shmuley Boteach, l'editore Marty Peretz e il scrittore militare Max Boot.
La sua nomina ha incontrato anche una certa opposizione. L'ex ambasciatore degli Stati Uniti alle Nazioni Unite John R. Bolton e un ex assistente del segretario alla Difesa per gli Affari di Sicurezza Internazionale, Frank Gaffney, l'hanno criticata per un articolo del 2003 che ha pubblicato in The New Republic, in cui Bolton sostiene che lei ha paragonato gli Stati Uniti alla Germania nazista.
Power è stata confermata come ambasciatore dell'ONU dal Senato il 1 agosto 2013, con un voto di 87 voti a favore contro 10, ed ha giurato il giorno dopo con il vice presidente.

##### Opinioni sulla proiezione del potere militare per prevenire gli abusi dei diritti umani
La sua difesa dell'intervento umanitario è stata criticata per essere tendenziosa e militarista, per aver risposto a un "problema dell'inferno" con una "soluzione dell'inferno". Inoltre, la difesa di Power per il dispiegamento delle forze armate statunitensi nella lotta contro le violazioni dei diritti umani è stata criticata in quanto contraria all'idea che lo scopo principale dell'esercito sia la difesa nazionale. Si è sostenuto che l'idealismo umanitario di Power è svanito dopo il suo ingresso nel Dipartimento di Stato e ha cominciato ad associarsi, sia professionalmente che personalmente, con la linea dura dei realisti come Henry Kissinger.

##### Opinioni su Israele

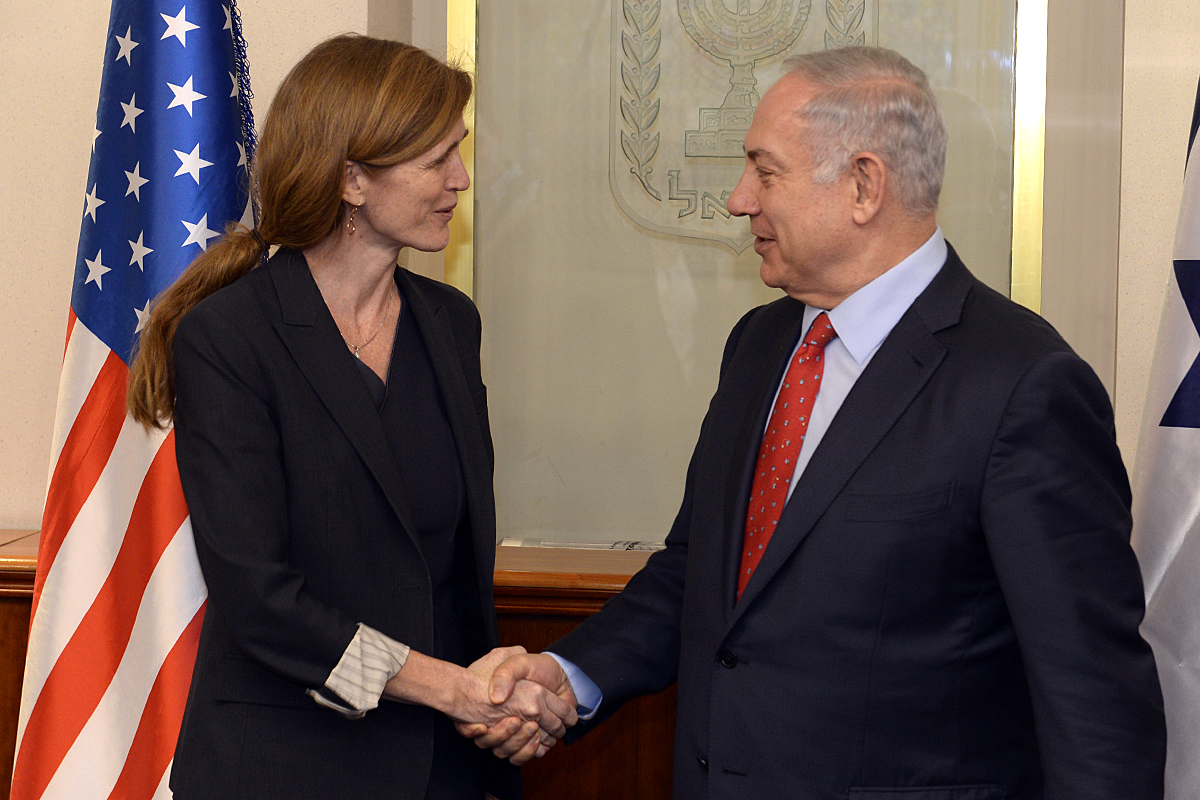
Power con il Primo Ministro di Israele Benjamin Netanyahu presso il suo ufficio a Gerusalemme, 15 febbraio 2016

Chemi Shalev ha scritto che gli individui hanno descritto Power come filo-palestinese e anti-israeliano, sulla base delle dichiarazioni che ha fatto in un'intervista del 2002 con Harry Kreisler. Alla domanda su quale consiglio darebbe al presidente se gli israeliani o i palestinesi sembrassero "andare verso il genocidio", Power ha detto che gli Stati Uniti potrebbero prendere in considerazione l'impiego di una "forza di protezione immensa" per monitorare gli sviluppi tra israeliani e palestinesi, caratterizzandola come una deplorevole ma necessaria "imposizione di una soluzione a parti non disposte" e "il minore dei mali". Ha chiarito tale osservazione in diverse occasioni, anche in un'intervista con il corrispondente Shmuel Rosner di Haaretz nell'agosto 2008.
Nel luglio 2014, Power ha espresso sostegno per il diritto di Israele di difendersi durante il conflitto Israele-Gaza del 2014.
Nel dicembre 2016 ha giustificato il rifiuto dell'amministrazione Obama di porre il veto alla risoluzione 2334 del Consiglio di sicurezza delle Nazioni Unite contro gli insediamenti israeliani. Power ha detto ai 15 membri del Consiglio di sicurezza delle Nazioni Unite: "L'attività di insediamento israeliana nei territori occupati nel 1967 mina la sicurezza di Israele, nuoce alla possibilità di un esito negoziato tra due Stati ed erode le prospettive di pace e stabilità nella regione".

##### Mandato
Nel settembre 2013, a proposito della guerra civile siriana, Power ha detto in una conferenza stampa che i risultati dell'intelligence americana "indicano in modo schiacciante una dura conclusione: il regime di Assad ha perpetrato un attacco". Ha aggiunto: "Le azioni del regime di Assad sono moralmente riprovevoli e violano norme internazionali chiaramente stabilite". Power ha continuato a criticare il fallimento della struttura delle Nazioni Unite nel contrastare o perseguire le atrocità commesse nel conflitto siriano, giunto ormai al terzo anno. Ha detto: "Il sistema ideato nel 1945 proprio per far fronte a minacce di questo tipo non funzionava come avrebbe dovuto". Ha aggiunto: "Anche sulla scia della flagrante violazione della norma internazionale contro l'uso di armi chimiche, la Russia continua a tenere in ostaggio il Consiglio e a sottrarsi alle sue responsabilità internazionali. Quello che abbiamo imparato, quello che il popolo siriano ha imparato, è che il Consiglio di Sicurezza di cui il mondo ha bisogno per affrontare questa crisi non è il Consiglio di Sicurezza che abbiamo". Power stessa, tuttavia, è stata criticata dal giornalista Jeff Jacoby per la sua mancanza di impegno per fermare il conflitto, scrivendo che lei ha per lo più "acconsentito la riluttanza del presidente Obama ad agire".

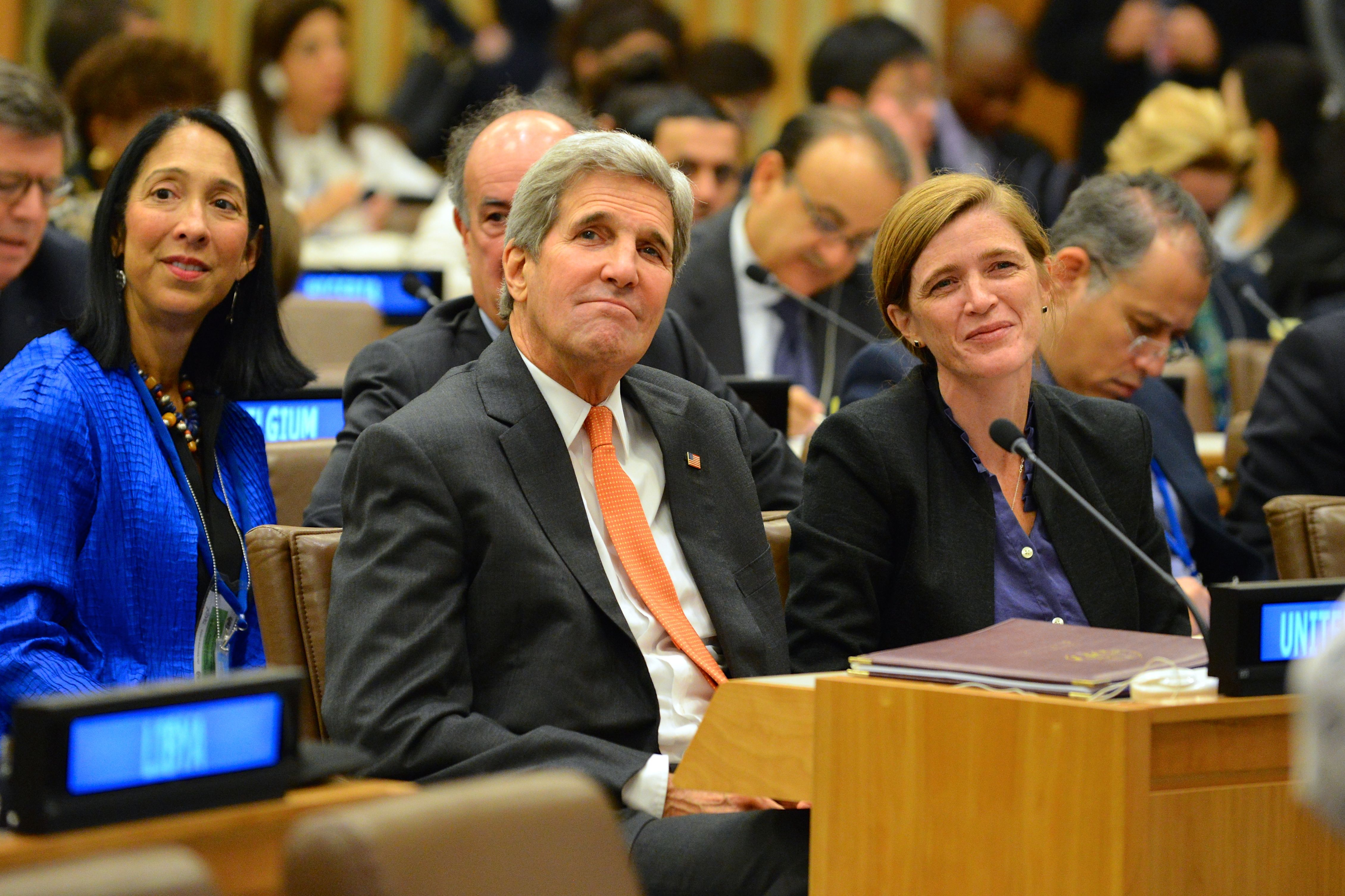
Power con il Segretario di Stato John Kerry in un ministero delle Nazioni Unite, 2 ottobre 2015

Nel 2014, parlando della crisi in Ucraina, l'ambasciatrice Power ha detto ai giornalisti che Washington era "gravemente turbata dalle notizie sui dispiegamenti militari russi in Crimea. Gli Stati Uniti invitano la Russia a ritirare le forze militari che si stanno accumulando nella regione, a fermarsi e a concedere al popolo ucraino l'opportunità di esercitare il proprio governo, creare il proprio destino e farlo liberamente senza intimidazioni o timori". Power ha rifiutato di caratterizzare le azioni militari russe quando gli è stato chiesto se costituivano aggressione. Ha chiesto che sia inviata rapidamente in Ucraina una missione di mediazione internazionale indipendente.
Nel luglio 2014, durante un forum all'Hunter College che commemorava il 45º anniversario dei moti di Stonewall, Power ha detto che, nonostante i significativi progressi negli Stati Uniti, il movimento LGBT era "ben lungi dall'essere concluso", osservando che "in alcune parti del mondo la situazione sta effettivamente prendendo una brutta piega per le persone LGBT". Ha affermato che l'omosessualità rimane criminalizzata in quasi 80 paesi, che il Brunei si stava avviando a diventare l'ottavo paese ad applicare la pena capitale per atti sessuali omosessuali, e che anche la Russia e la Nigeria avevano istituito una legislazione anti-LGBT nell'ultimo anno. Riferendosi ad una legge firmata in febbraio dal presidente ugandese Yoweri Museveni che impone un ergastolo a chiunque sia giudicato colpevole di ripetuti atti sessuali dello stesso sesso, ha detto: "Purtroppo, la legislazione anti-gay di Uganda non è un valore anomalo. E il clima di intolleranza e di abuso che essa ha favorito non è nemmeno stato favorito". Questo discorso si è svolto nel primo anniversario della sentenza United States contro Windsor che ha colpito una parte del Defense of Marriage Act, e una settimana dopo che l'amministrazione Obama ha annunciato il divieto di viaggio contro i funzionari ugandesi responsabili di violazioni dei diritti umani anti-LGBT.

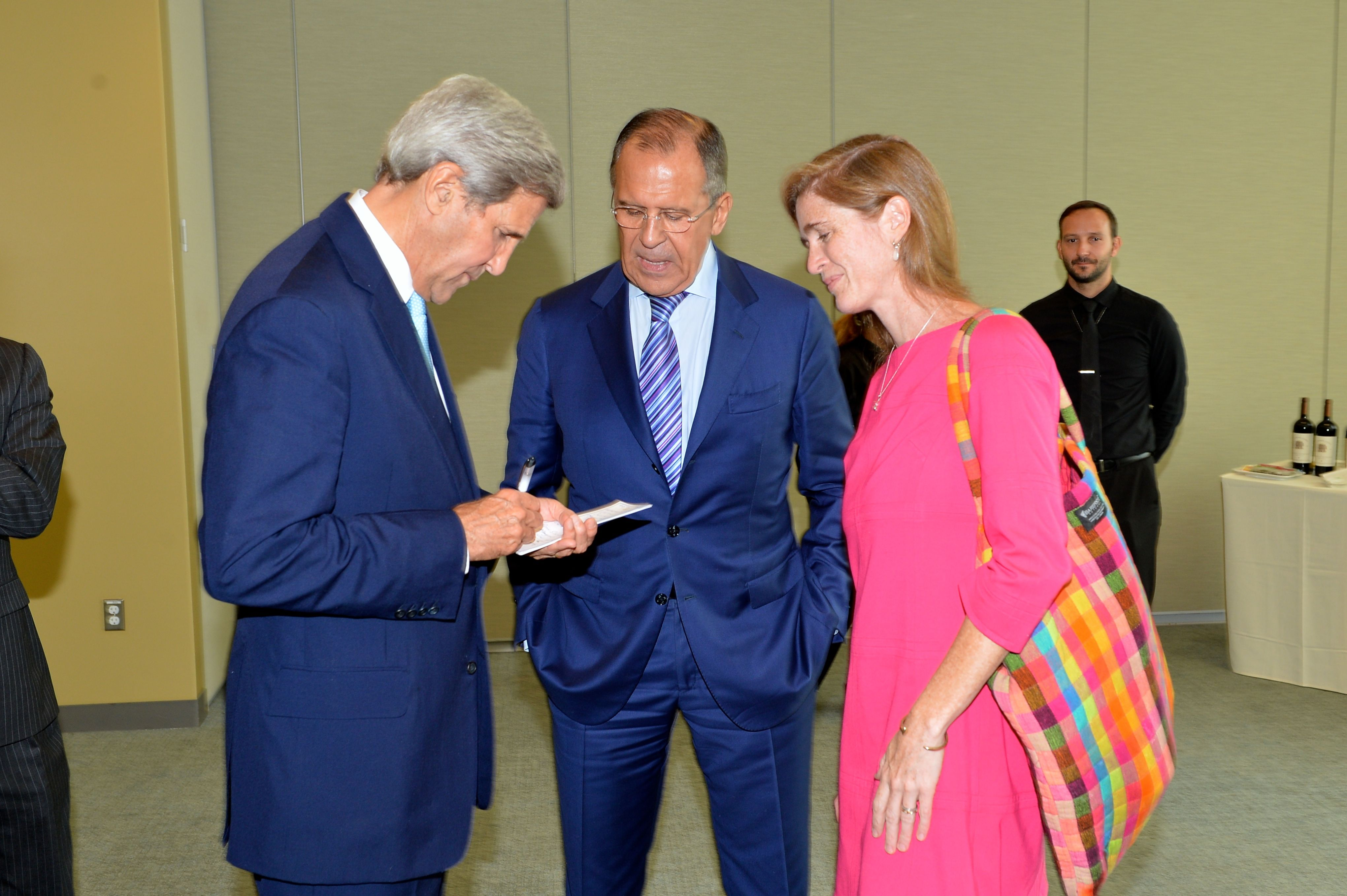
Power con John Kerry e il ministro degli Esteri russo Sergej Viktorovič Lavrov, 29 settembre 2015

Nel marzo 2015, Power ha definito i tagli alla difesa previsti dai paesi europei come la Gran Bretagna "molto preoccupanti" alla luce delle sfide "sparse" che il mondo si trova ad affrontare, come l'epidemia di febbre emorragica di Ebola in Africa occidentale del 2014 e la minaccia dello Stato Islamico. Si è recata a Bruxelles per sollecitare le nazioni europee a rispettare l'impegno dell'NATO di destinare alla difesa almeno il due per cento del proprio bilancio nazionale, e ha ipotizzato che le spese correnti siano già insufficienti.
Power ha ricevuto critiche per il suo silenzio sul mancato riconoscimento da parte di Obama del genocidio armeno, soprattutto dopo il suo centenario nel 2015. Ha rifiutato di commentare la questione.
Nel giugno 2015, Power ha parlato con la US House Foreign Affairs Committee mentre erano in corso i negoziati con l'Iran per quanto riguarda l'alleggerimento delle sanzioni nei confronti del paese in cambio di una riduzione del loro programma nucleare. Ha detto al comitato che gli Stati Uniti manterranno la possibilità di ristabilire le sanzioni contro l'Iran senza il sostegno unanime del Consiglio di sicurezza delle Nazioni Unite, anche se ha detto che non potrà fornire dettagli fino alla conclusione di un accordo.
Power ha sostenuto l'intervento in Yemen da parte dell'Arabia Saudita contro lo zaydismo e le forze fedeli all'ex presidente 'Ali 'Abd Allah Saleh.
Nel 2016, parlando della situazione in Siria, Power ha detto: "Ciò che la Russia sta sostenendo e compiendo non è la lotta contro il terrorismo, è la barbarie. Invece di perseguire la pace, la Russia e Assad fanno la guerra. Invece di aiutare a salvare le vite dei civili, la Russia e Assad stanno bombardando i convogli umanitari, gli ospedali e i primi soccorritori che cercano disperatamente di mantenere in vita le persone". Un accordo per il cessare il fuoco del 9 settembre tra il Segretario di Stato americano John Kerry e il ministro degli Esteri russo Sergei Lavrov, volto a rimettere in moto il processo di pace in Siria, è effettivamente fallito il lunedì scorso, quando è stato bombardato un convoglio di aiuti.
Power, nel suo ultimo importante intervento in questo incarico, ha detto alla comunità internazionale che deve fare tutto il possibile per fermare quello che ha descritto come un assalto russo all'ordine mondiale. Descrivendo le azioni russe, come l'annessione della Crimea, il bombardamento di civili in Siria e l'hacking delle elezioni americane, Power ha tracciato l'immagine di uno Stato il cui obiettivo primario è quello di seminare caos e devastare l'ordine mondiale "basato sulle regole" che è incorniciato dal diritto internazionale e gestito in organismi come le Nazioni Unite. "Le azioni della Russia non stanno alzando in piedi un nuovo ordine mondiale, stanno distruggendo quello che esiste, ed è questo che stiamo combattendo", ha detto in un discorso al Consiglio Atlantico il 17 gennaio. "Dopo aver sconfitto le forze del fascismo e del comunismo, ora ci troviamo di fronte alle forze dell'autoritarismo e del nichilismo. Coloro che sostengono, come Trump ha, che annullare le sanzioni contro la Russia renderà il Cremlino più piacevole "ci retrocedono," ha detto Power. "Allentare le sanzioni non farà che rafforzare la Russia, incoraggiare la Corea del Nord e l'Iran a seguirli e inviare il messaggio che tutto quello che devono fare è aspettare", ha sostenuto Power.
Il 31 maggio 2017, la testimonianza di Power e i documenti rilevanti sono stati citati in giudizio dal Comitato di Intelligence della Camera come parte della sua indagine sullo smascheramento intenzionale degli americani di cui ha deliberatamente ottenuto le conversazioni dalla sorveglianza di intelligence.

### Carriera successiva
Power attualmente lavora nel Board of Advisors di Let America Vote, un'organizzazione fondata da ex Segretario di Stato del Missouri Jason Kander che ha lo scopo di porre fine alla soppressione degli elettori.

## Riconoscimenti
Il Barnard College ha assegnato a Power il loro più alto riconoscimento, la Barnard Medal of Distinction nel 2015, citando tra gli altri risultati il suo libro Voci dall'inferno, insieme con la sua denuncia del genocidio e "la speranza che i giuramenti di 'mai più' significheranno veramente 'mai più'". Il Premio Henry A. Kissinger è stato assegnato l'8 giugno 2016 alla ambasciatrice Samantha Power in qualità di Rappresentante Permanente degli Stati Uniti presso le Nazioni Unite all' American Academy di Berlino.

## Opere
- Samantha Power, A Problem from Hell: America and the Age of Genocide, Basic Books, 19 febbraio 2002, ISBN 0-465-06150-8, OCLC 48221415.
  -  Samantha Power, Voci dall'inferno. L'America e l'era del genocidio, Dalai Editore, 2004, ISBN 978-88-8490-409-6.
- Samantha Power, Chasing the Flame: One Man's Fight to Save the World, Penguin Books, 2008, ISBN 978-0-14-311485-7, OCLC 230208824.
- Derek H. Chollet e Samantha Power, The Unquiet American: Richard Holbrooke in the World, PublicAffairs, 2011, ISBN 1-61039-079-2, OCLC 773835283.
- (EN) Samantha Power, The Education of an Idealist: A Memoir, HarperCollins, 12 settembre 2019, ISBN 978-0-00-827490-0.